# Curtiss A-8
El Curtiss A-8 fue un avión de ataque a tierra monoplano de ala baja construido por la compañía estadounidense Curtiss, diseñado en respuesta de un requerimiento de 1929 del Cuerpo Aéreo del Ejército de los Estados Unidos por un avión de ataque que reemplazara al A-3 Falcon. El Model 59 "Shrike" fue designado XA-8 (el mote "Shrike" (Alcaudón) no fue adoptado oficialmente).

## Diseño y desarrollo
El XA-8 ganó la competición contra el General Aviation/Fokker XA-7, tras lo cual fueron ordenados 13 aviones de pruebas de servicio (cinco YA-8 y ocho Y1A-8). Tras la finalización de las pruebas, 11 de estos aviones fueron redesignados como A-8. 
El A-8 fue el primer Curtiss de configuración monoplana de ala baja totalmente metálico, con avanzadas características como slats de borde de ataque automáticos y flaps de borde de fuga.
Se montaron cuatro ametralladoras de 7,62 mm de tiro frontal en los carenados de las ruedas, y un arma adicional del mismo calibre fue instalada en la cabina del observador para la defensa trasera. La carga de bombas estándar era de cuatro bombas de 45 kg.
Un YA-8 fue equipado con un motor radial y designado YA-10, mientras que otro fue usado para probar en motor  Curtiss V-1570 Conqueror, como Y1A-8A. Este avión fue redesignado A-8 tras la finalización de las pruebas.
46 aviones fueron ordenados como A-8B, aunque la orden fue cambiada al Model 60 (A-12) antes de que comenzara la producción.

## Historia operacional
El A-8 creó sensación en los círculos de aviación estadounidenses cuando entró en servicio con el 3rd Attack Group en Fort Crockett, Texas, en abril de 1932. El resto de aviones estándar era de configuración biplana, y el primer caza monoplano (el Boeing P-26A) no entró en servicio hasta ocho meses después.

## Variantes

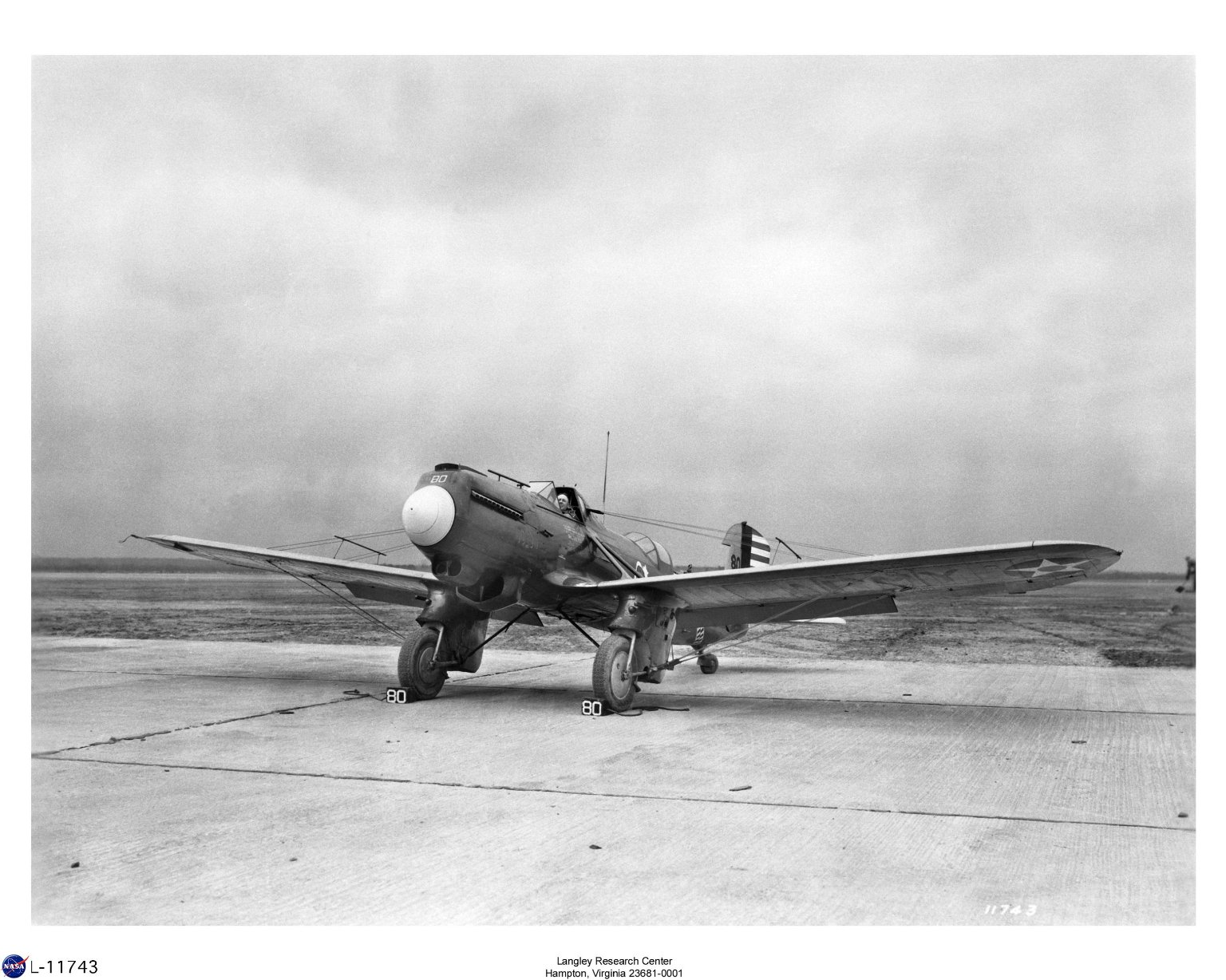
Curtiss YA-8 "Shrike".

XA-8 (Model 59)
Un prototipo, número de serie 30-387, largo 9,9 m, envergadura 13,4 m, peso cargado 2455 kg, motor Curtiss V-1570-23 de transmisión directa.
YA-8 (Model 59A)
Aviones de pruebas de servicio, 5 construidos, números de serie 32-344 a 32-348, peso cargado 2588 kg, uno fue reconstruido como prototipo del YA-10 con el motor radial Pratt & Whitney Hornet de 466 kW (625 hp).
Y1A-8
Aviones de pruebas de servicio, 8 construidos, peso cargado 2590 kg.
A-8
Redesignación de 12 aviones YA-8 e Y1A-8.
Y1A-8A
El último Y1A-8 con motor Curtiss V-1570-57 con caja reductora, largo 10,24 m, peso cargado 2852 kg.
A-8A
Redesignación de aviones Y1A-8A.
A-8B
Cancelado, reemplazado por el A-12 Shrike.

## Operadores
Estados Unidos
- Cuerpo Aéreo del Ejército de los Estados Unidos

## Especificaciones (YA-8)
Referencia datos: Curtiss Aircraft 1907–1947

### Características generales
- Tripulación: Dos (piloto y observador)
- Longitud: 10 m (32,8 ft)
- Envergadura: 13,4 m (44 ft)
- Altura: 2,7 m (9 ft)
- Superficie alar: 23,8 m² (256 ft²)
- Peso vacío: 1777 kg (3916,5 lb)
- Peso cargado: 2676 kg (5897,9 lb)
- Planta motriz: 1× motor lineal V-12 refrigerado por líquido Curtiss V-1570-31 Conqueror.
  - Potencia: 447 kW (616 HP; 608 CV)

### Rendimiento
- Velocidad máxima operativa (Vno): 295 km/h (183 MPH; 159 kt)
- Velocidad crucero (Vc): 246 km/h (153 MPH; 133 kt)
- Alcance: 773 km (417 nmi; 480 mi)
- Techo de vuelo: 5500 m (18 045 ft)
- Régimen de ascenso: 6,7 m/s (1319 ft/min)

### Armamento
- Ametralladoras: 

  - 4x Browning M1919 de 7,62 mm de tiro frontal, montadas en los carenados de las ruedas
  - 1 de 7,62 mm montada en la cabina del observador para la defensa trasera
- Bombas: 

  - Hasta 4 de 45 kg llevadas bajo las alas[3] o
  - Hasta 10 de fragmentación de 13,6 kg en rampas del fuselaje a cada lado del depósito principal de combustible[1]

## Aeronaves relacionadas

### Desarrollos relacionados
- Curtiss YA-10 Shrike
- Curtiss A-12 Shrike

### Aeronaves similares
- Fokker XA-7

### Secuencias de designación
- Secuencia Numérica (interna de Curtiss): ← 56 - 57 - 58 - 59A/59B - 60 - 61 - 62 →
- Secuencia A-_ (Aviones de Ataque del USAAS/USAAC/USAAF, 1924-47): ← A-5 - A-6 - A-7 - A-8 - A-9 - A-10 - A-11 →